# Lanškroun
Lanškroun (niem. Landskron) – miasto w Czechach, w kraju pardubickim. Według danych z 31 grudnia 2003 powierzchnia miasta wynosiła 2065 ha, a liczba jego mieszkańców – 9847 osób.
Lanškroun leży u podnóża Gór Orlickich. Zostało założone w średniowieczu. Posiada czworokątny rynek, pośrodku którego stoi renesansowy ratusz z lat 1581–1582. W mieście znajduje się drewniana karczma, kościół św. Wacława, barokowy kościół św. Anny, empirowy kościół św. Marii Magdaleny, kolumna maryjna z 1684, barokowe figury Trójcy Świętej, św. Jana Nepomucena i św. Jana Sarkandra, św. Donata, ecce homo, fontanna z delfinami, dom Piano i in. W nowo zrekonstruowanej części pałacu miejskiego znajduje się muzeum historii miasta.

## Demografia
| Rok             | 1970 | 1980 | 1991 | 2001 | 2003 |
| --------------- | ---- | ---- | ---- | ---- | ---- |
| Liczba ludności | 8702 | 9593 | 9873 | 9990 | 9847 |

Źródło: Czeski Urząd Statystyczny

## Miasta partnerskie
- Dzierżoniów (Polska)
- Serock (Polska)
- Kieżmark (Słowacja)
- Castiglione in Teverina (Włochy)